# 大同土林
大同土林是位于山西省大同市云州区杜庄村的一处自然风景区，当地人称之为“石板沟”或“狐仙庙”，是目前华北地区唯一已知的土林景点。土林处在东西约一公里、南北长约三公里的区域内，有土柱等自然地貌。

## 地貌成因
云州区政府及国土部门称，该地区没有经过地质鉴定，因而其形成的时间和原因尚不清楚。有因长期风蚀、水蚀而成的说法。当地居民称大同土林已存在了上百年。

## 旅游开发
大同土林开发较晚。2006年，大同市旅游局尚不知道有此景点。2009年8月，大同市与香港北海集团所属的香港（桑干湖）投资有限公司签约，共建土林生态休闲园区。